# Пояна (Единецкий район)
Пояна (рум. Poiana) — село в Единецком районе Молдавии. Наряду с сёлами Хинкэуць и Клишкауцы входит в состав коммуны Хинкэуць.

## География
Село расположено на высоте 222 метров над уровнем моря.

## Население
По данным переписи населения 2004 года, в селе Пояна проживает 343 человека (153 мужчины, 190 женщин).
Этнический состав села:
| Национальность | Число жителей | Процентный состав |
| -------------- | ------------- | ----------------- |
| украинцы       | 281           | 81.92             |
| молдаване      | 47            | 13.7              |
| русские        | 12            | 3.5               |
| румыны         | 1             | 0.29              |
| гагаузы        | 1             | 0.29              |
| прочие         | 1             | 0.29              |
| Всего          | 343           | 100%              |